# Olav Klepp
Olav Klepp (Kristiansand, 13 luglio 1962) è un ex calciatore norvegese, di ruolo centrocampista.

## Carriera

### Club
Klepp cominciò la carriera con la maglia dello Start, per poi passare ai danesi del Brøndby. Sempre nello stesso anno, fece ritorno allo Start e vi rimase fino al 1991.

### Nazionale
Giocò una partita per la Norvegia. Il 6 maggio 1987, infatti, fu titolare nel pareggio per 1-1 contro la Turchia.